# 占蒲拉西
占蒲拉西 (1951年5月16日-）， (高棉语：ចម ប្រសិទ្ធ；中文名：黄裕德虎) ，亦称：'''占比塞'''，生於柬埔寨金邊，柬埔寨华人，柬埔寨人民党籍政治家，现任柬埔寨工业与手工业部长
兼柬埔寨国务部长。

## 家世
黄裕德虎是福建省邵武市黄氏始祖峭山公的后裔，曾祖父黄习生有三个儿子———黄天帝、黄天仙、黄天灯。
清光绪年间，其祖父黄天仙从厦门出发，移居到柬埔寨谋生发展。
其父黄友谊在红色高棉接管柬埔寨前的朗诺政权任柬埔寨上丁省的议会成员。
黄裕德虎回忆，其父黄友谊和母亲还会说流利的闽南话，能写漂亮的汉字。

## 经历
黄裕德虎曾担任长达15年柬埔寨商务部部长。
2003年，代表柬埔寨人民党參選柬埔寨国民暹粒省国会選舉，並當選当选柬埔寨国民暹粒省国会议员。
2013年柬埔寨大选后，工业矿业和能源部被分成两个独立的部门，占蒲拉西被任命为柬埔寨工业与手工业部长兼柬埔寨国务部长。